# Зеут
Зеут (Зехут ивр. זהות‎ — идентичность; полное название — זהות — תנועה ישראלית יהודית: «Зехут — еврейское израильское движение») — национально-либеральная, либертарианская партия, основанная в 2015 году Моше Фейглиным.
Провозглашаемая цель партии — «еврейское национальное государство, дающее гражданам максимальную личную свободу, охраняющее ценности семьи и общины, поддерживающее свободную рыночную экономику, реализующее свой суверенитет на всех частях Земли Израиля, находящихся в её владении, в первую очередь на Храмовой горе, и стремящейся к прекращению войны и кровопролития посредством победы над своими врагами».
Партия вызвала большой интерес прессы призывами легализовать марихуану и восстановить Третий храм.